# Tagelöhnerhaus Wörrstadt

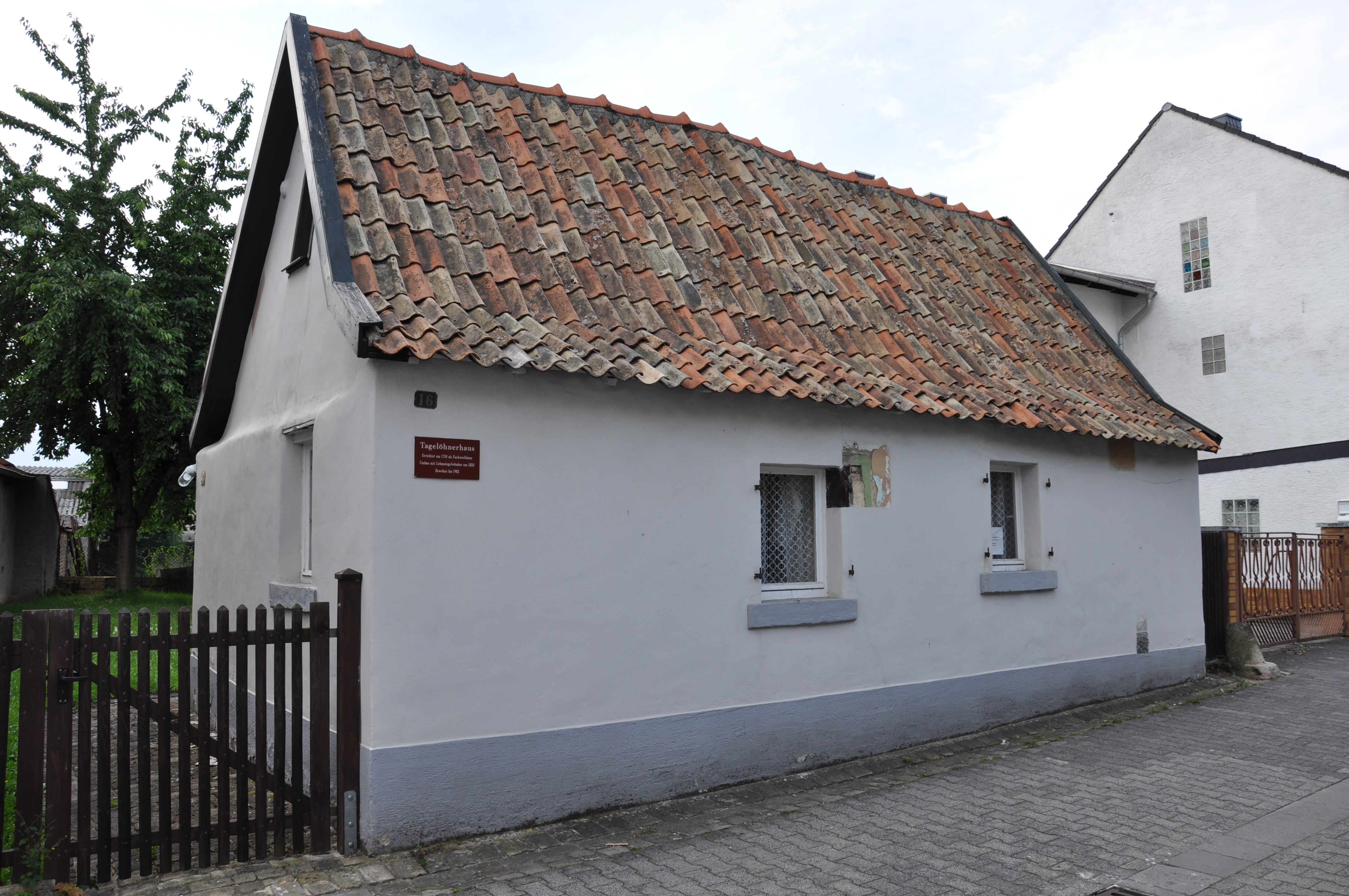
Das Tagelöhnerhaus Wörrstadt

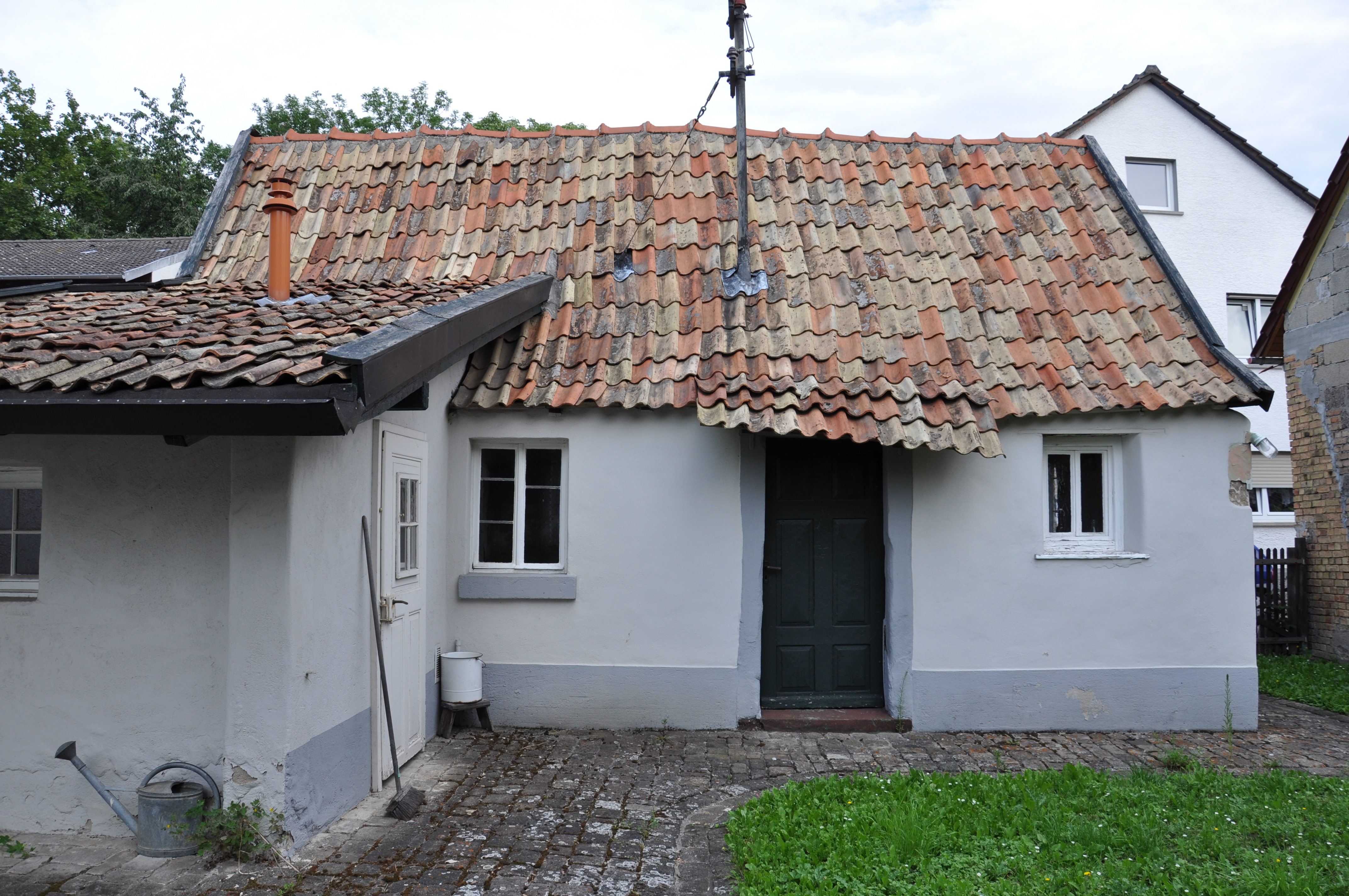
Das Tagelöhnerhaus Wörrstadt Hofseite

Das Tagelöhnerhaus in Wörrstadt entstand um 1750 als Fachwerkhaus. In der Mitte des 19. Jahrhunderts wurde es umgebaut; die maroden Fachwerkaußenwände wurden durch neue Wände ersetzt. Diese bauliche Fassung ist nahezu unverändert erhalten.
Das Tagelöhnerhaus war bis 1983 bewohnt, danach wurde es auf Initiative des Kulturkreises vor Abriss und Verfall bewahrt und 1992 unter Denkmalschutz gestellt. Im Jahre 1993 wurde das Tagelöhnerhaus von Franz Schmand aufgekauft. Nun begann die Restaurierung im Sinne des Denkmalschutzes, die 1997 abgeschlossen wurde.
Das Haus entspricht nach Art und Umfang einem früher weit verbreiteten, heute aber fast verschwundenen Haustyp, bewohnt und geprägt von einfachen Menschen, die sich als Handwerker oder Tagelöhner ihr Brot verdienten. Farb- und Putzschichten bis in die Entstehungszeit, Baumaterialien, alte Zimmermannszeichen und eine alte Herdstelle vermitteln den Blick in die Geschichte dieses Häuschens. Das Haus ist alljährlich am Tag des offenen Denkmals für Besucher geöffnet.
Verantwortlich für das Wörrstädter Tagelöhnerhaus ist der Kulturkreis Wörrstadt e. V.